# Рёгнвальд Ульвссон
Рёгнвальд Ульвсон (Рогволод Ульвссон) (швед. Ragnvald Ulfsson den gamle или швед. Ragnvald jarl; ум. 1045) — ярл Вестергётланда (1010—1019), посадник в Ладоге c 1019 года.

## Биография
Сын ярла Ульфа Тостессона (швед. Ulf Tostesson) и Сфандры (Ингеборги), воспитанный Торгнюром Торгнюрсоном, лагманом Тиундаланда (швед. Torgny Lagman). Родственник по линии матери шведской принцессы Ингегерды — их матери были сёстрами.
Известно, что в 1017 году, когда зашла речь о мире между Норвегией и Швецией, по решению тинга в Уппсале, Рёгнвальд, как приближенный шведского короля, женился на Ингибьёрг, старшей сестре короля Норвегии Олафа I Трюггвасона. По этому же решению дочь шведского короля Олафа Шётконунга Ингегерда должна была выйти замуж за короля Норвегии Олафа II Святого, причем известно, что этого брака хотела и сама Ингигерда. Переговоры о браке вел Рёгнвальд Ульвссон. Однако вместо этого, нарушив договоренности, король Швеции выдал свою дочь за новгородского князя Ярослава Мудрого (в 1019 году). Рёгнвальд сумел убедить короля Норвегии жениться на внебрачной дочери Олафа Шётконунга Астрид. Однако это решение вызвало гнев самого Шётконунга, который был готов повесить Рёгнвальда.
Его спасла Ингигерда, которая, согласно «Сагам об Олафе Святом» Снорри Стурлусона и «Пряди об Эймунде», в приданое получила город Альдейгаборг (Старая Ладога) с прилегающими землями, которые с тех пор стали называться Ингерманландии (земли Ингегерды). По её просьбе Рёгнвальд Ульвссон был назначен посадником (ярлом) Ладоги.

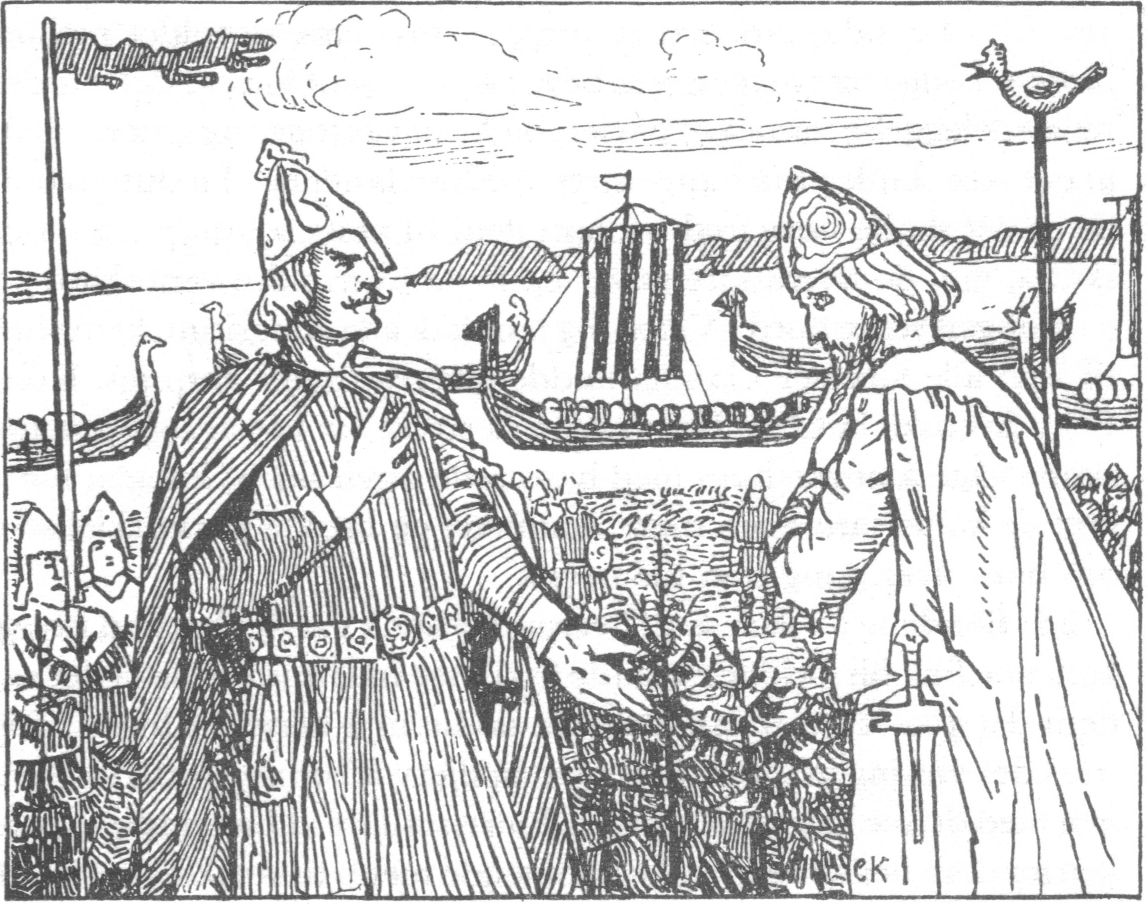
Крог, Кристиан. Олаф Святой и Рёгнвальд. Иллюстрация к изданию «Снорри Стурлусон. Круг Земной», 1899 г.

В саге об Олафе Святом говорится, что когда Олаф скрывался в Новгородской земле у Ингегерды с 1028 года по 1030 год, то проездом гостил у Рёгнвальда Ульвссона потому, что между ними была «самая большая дружба».
В шведских источниках также сообщается, что после смерти Ингигерды Рёгнвальд не захотел возвращать Ладогу новгородцам, и им пришлось отбивать город силой. Но, возможно, здесь имеется в виду его сын Эйлив, который, также по скандинавским источникам, стал ладожским посадником после смерти отца.

## Браки и дети

### Первый брак с Ингеборгой
В Ладогу Регнвальд Ульвсон прибыл вместе с семьёй. Женой его была Ингибьёрг, старшая сестра короля Норвегии Олафа Трюггвасона.
Дети:
- Ульв (Улеб) Рагнвальдсон — упомянут в летописи под 1032 годом, как воевода новгородцев в походе на «Железные Ворота».
- Эйлив Рагнвальдсон — по скандинавским источникам, стал ярлом (посадником) в Ладоге после смерти отца.

### Второй брак с Астрид (спорное предположение)
Дети:
- Стенкиль (гипотетически) (1028—1066), король Швеции (1060—1066).

После смерти Регнвальда Астрид вернулась в Швецию с сыном Стенкилем и вышла замуж за шведского короля Эмунда Старого.
Спорное предположение в том числе и о втором браке, основано на отождествлении упомянутого в саге о Хервёр отца Стенкиля — Рёгнвальда Старого с Рёгнвальдом Ульвссоном.

### Потомство
Некоторые современные исследователи считают его предком нескольких знатнейших родов Новгорода, в частности Мирославичей и Михалковичей. Сын Юрия Долгорукого Мстислав был женат на дочери новгородского боярина Петра Михалковича; а его племянник, старший внук Юрия Долгорукого Мстислав Ростиславич — на дочери другого знатного новгородца — посадника Якуна Мирославича. Ф. Б. Успенский указывает, эта именно эта возможная родственная связь могла послужить причиной браков.